# Kostel Saint-Jacques-de-la-Boucherie
Kostel Saint-Jacques-de-la-Boucherie (tj. svatého Jakuba od řezníků) je zaniklý farní kostel v Paříži zasvěcený svatému Jakubovi Většímu, který se nacházel na pravém břehu v současném 4. obvodu. Do dnešních dnů se z něj dochovala pouze jeho věž.

## Historie
Kostel byl založen ve 12. století. Nacházel se ve čtvrti nazvané Grande Boucherie, podle které dostal v roce 1259 své jméno, aby se odlišil od kostela Saint-Jacques-du-Haut-Pas na levém břehu. Turpinova kronika uvádí, že kostel byl založen již Karlem Velikým, ale historicky to nebylo nikdy prokázáno. V kostele bylo uloženo několik ostatků svatého Jakuba Většího a kostel sám ležel na svatojakubské poutní cestě. V roce 1406 francouzský král Karel VI. potvrdil řezníkům založit v jejich kapli v kostele bratrstvo ke cti narození Ježíše Krista. Bylo posvěceno turínským biskupem 24. března 1414.
Kostel byl rozšířen ve 14. a v 16. století. V roce 1509 začala výstavba nové zvonice ve stylu plaménkové gotiky, která byla dokončena roku 1522. V kostele se až do roku 1762 pohřbívalo, poté byla těla přesunuta na nedaleký hřbitov Neviňátek. Byl zde mezi jinými pohřben též notář Nicolas Flamel.
Kostel byl během Velké francouzské revoluce uzavřen a sloužil ke shromáždění lombardské sekce. V roce 1797 byl prodán a rozebrán na stavební materiál. Zůstala zachována pouze jeho zvonice.
V roce 1836 zvonici zakoupilo město Paříž a vytvořilo kolem ní první veřejný park. V roce 2007 byla věž kompletně restaurována.